# Таварес, Мануэль

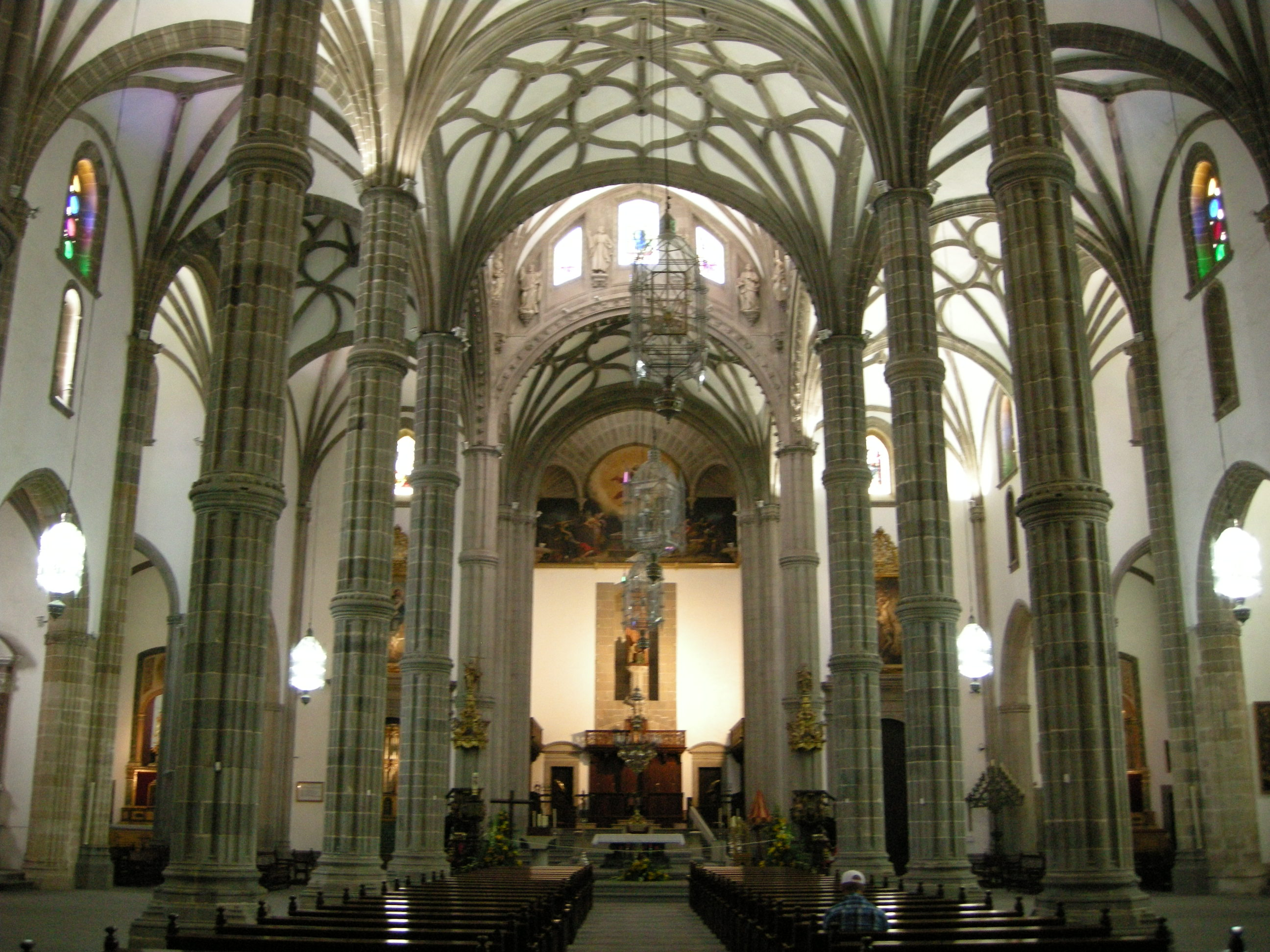
Собор-базилика Санта-Ана Канарских островов

Мануэль Таварес (порт. Manuel Tavares; ок. 1585, Порталегри — 14 октября 1638, Куэнка (Испания)) — португальский композитор и капельмейстер, работавший в Испании в период раннего барокко.

## Биография
Музыке учился в соборе своего родного города. Около 1609 года отправился в Испанию, где получил должность капельмейстера в соборе Баэса. В 1612 году покинул Баэсу, и занял такую же должность в соборе Мурсии, оставаясь там до 1631 года, когда стал капельмейстером собора Лас-Пальмас-де-Гран-Канария.
Мануэль Таварес был одним из самых выдающихся композиторов своего времени, известно, что Королевская музыкальная библиотека собрала большое количество его произведений вплоть до её разрушения в результате Лиссабонского землетрясения 1755 года . В различных архивах Испании и Латинской Америки сохранилось по меньшей мере 28 работ, демонстрирующих традиционалистский стиль (то есть следуя канонам маньеристской музыки), но с новаторскими характеристиками, которые указывают на появление стиля барокко . Писал мессы, псалмы, мотеты.